# Луиђоти (Кјети)
Луиђоти (итал. Luigiotti) је насеље у Италији у округу Кјети, региону Абруцо.
Према процени из 2011. у насељу је живело 32 становника. Насеље се налази на надморској висини од 880 м.